# Recep Vardar

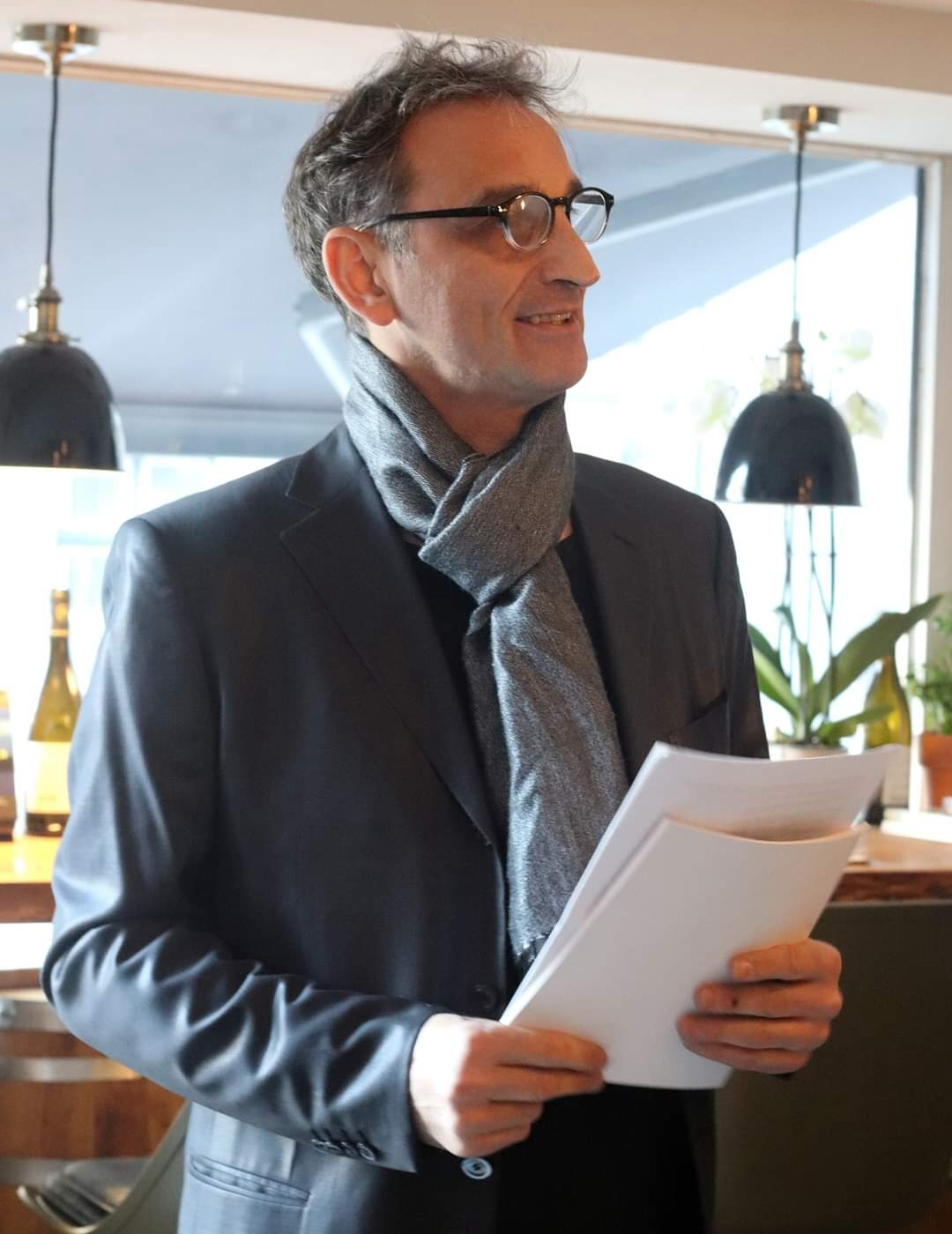
Recep Vardar, 2018

Recep Vardar (* 13. Oktober 1967 in Istanbul) ist ein zeitgenössischer deutscher Objektkünstler und Kurator mazedonischer Herkunft.

## Leben und Arbeit
In Istanbul als Sohn mazedonischstämmiger Migranten geboren wuchs Vardar ab seinem vierten Lebensjahr in der Region Aachen auf, wo er auch seine Schulzeit verbrachte. Nach einer Ausbildung zum Bergmechaniker EBV im Steinkohlenbergbau lebte er einige Jahre in den Niederlanden. Er war als selbständiger Unternehmer tätig sowie freiberuflich in der pädagogischen Schulsozialarbeit und später auch als Betreuer für Alzheimer-Patienten. Parallel dazu interessierte er sich bereits in jungen Jahren für Malerei und Bildende Kunst.
Im Jahr 2011 begann Recep Vardar als Objektkünstler experimentell ein eigenes Genre mit dem in der Kunst eher ungewöhnlichen Werkstoff Kork zu entwickeln, dies ausschließlich in seiner Form von benutzten Wein- und Sektkorken. Die teils unbehandelten oder aber farblich gestalteten Korken fügt er individuell mittels unterschiedlicher Befestigungsmaterialien, Dichte, eigener Methodik und Anordnungen zu einer Gesamtkomposition zusammen. Mit den auf diese Weise entstehenden Bildobjekten in verschiedensten Abmessungen bringt Vardar zumeist eine Botschaft von sozialkritischem oder politischem Charakter zum Ausdruck, worauf auch die Betitelung der Arbeiten schließen lässt. Seiner Auffassung nach birgt ein Flaschenkorken als Wegwerfprodukt unterschiedliche Stimmungen und Energien der Konsumenten, welche der Künstler in die Objekte einfließen lassen kann.

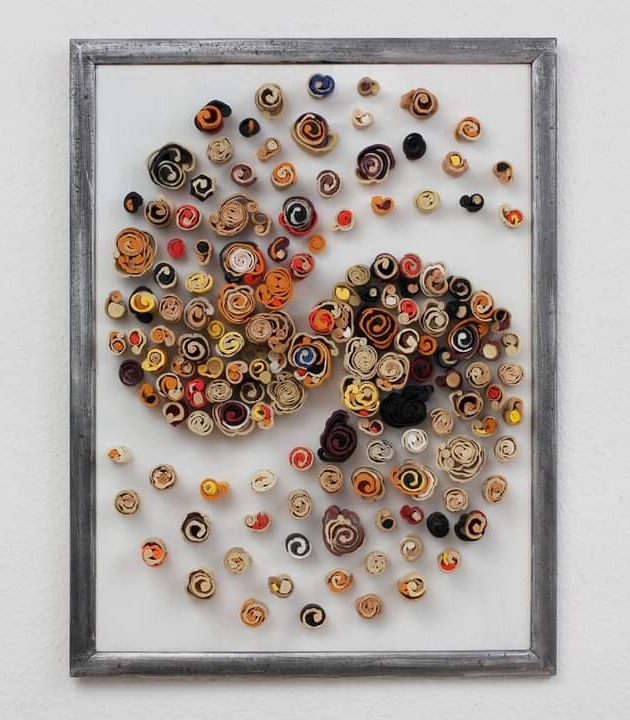
Recep Vardar: Flow, 2014
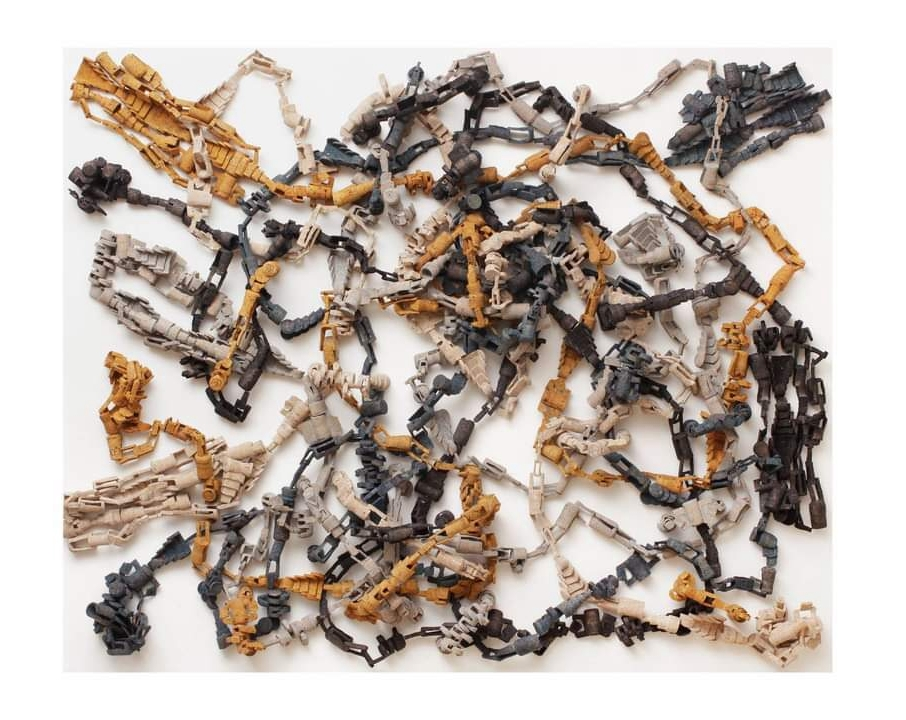
Recep Vardar: Transkommunikationsfeld, 2015
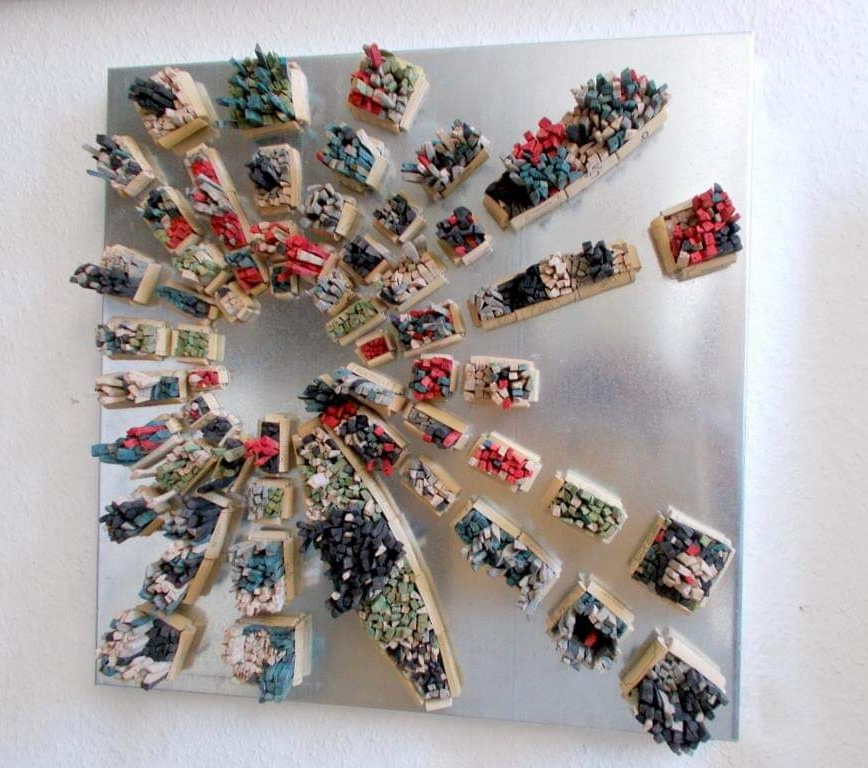
Recep Vardar: Einschlägige Splittergruppen, 2017
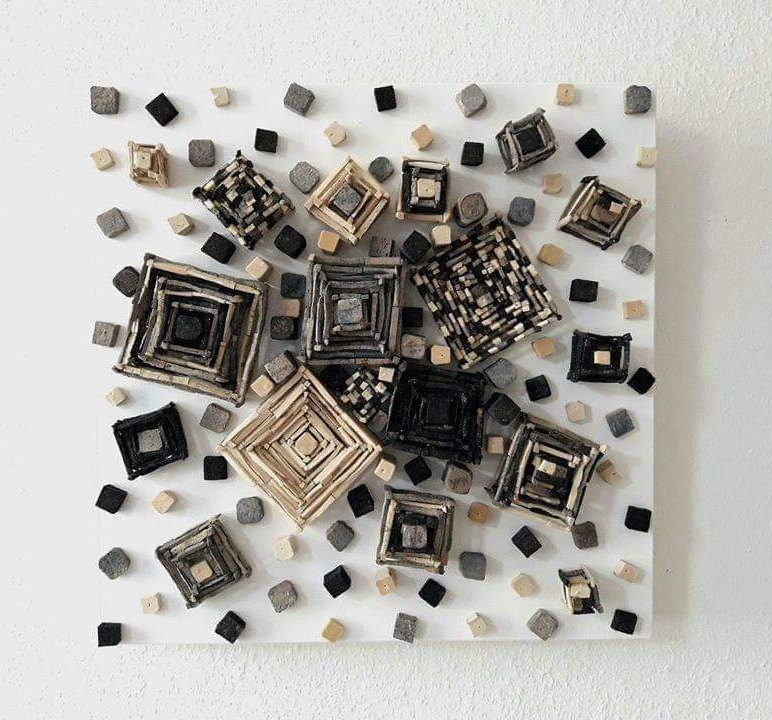
Recep Vardar: Einfarbige Exstase, 2018
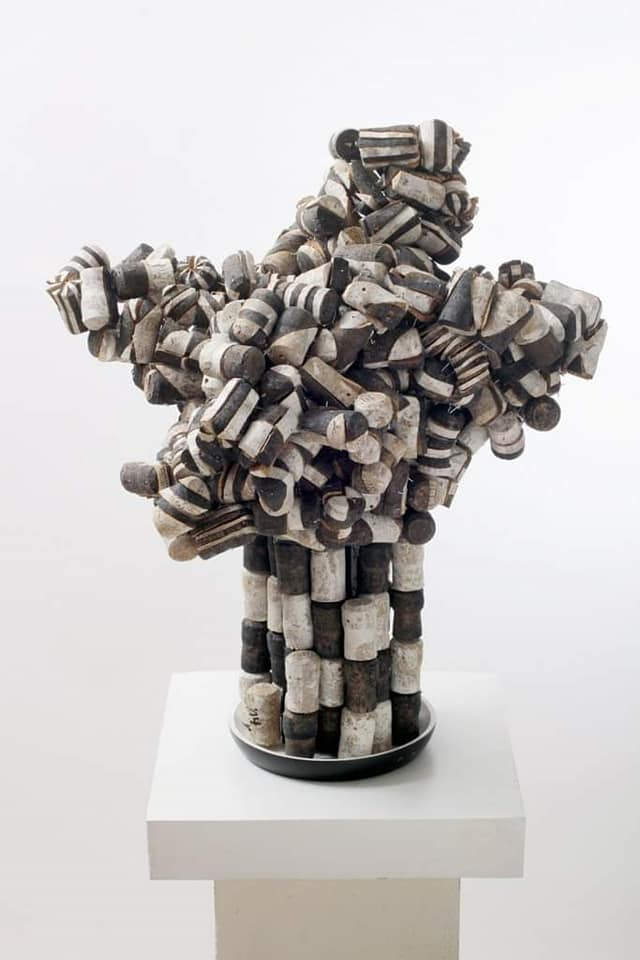
Recep Vardar: Dialektische Dynamik, 2014
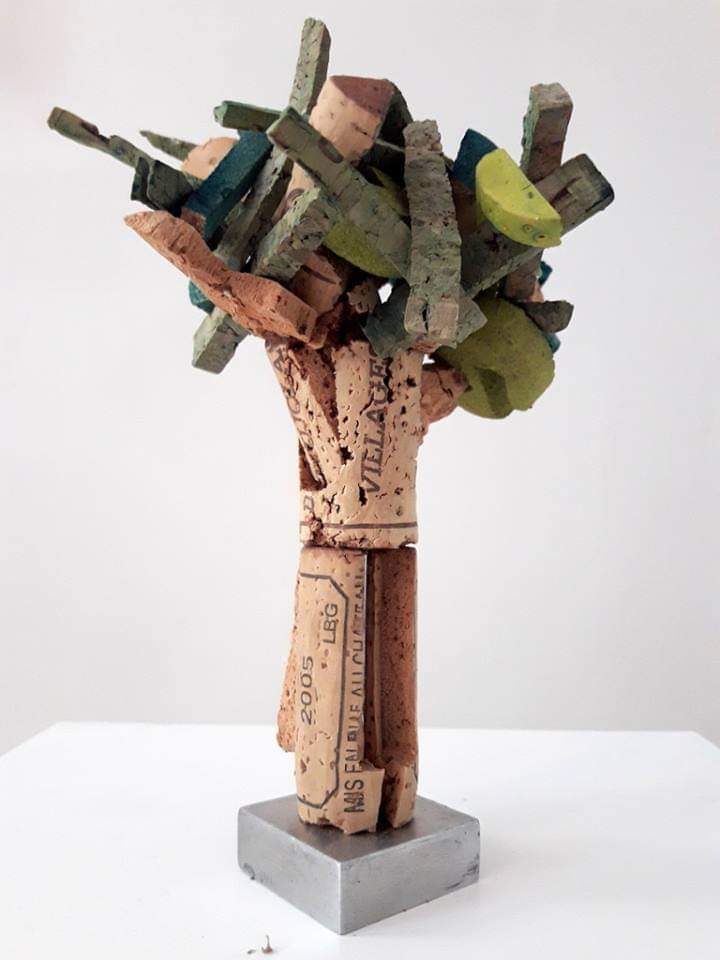
Recep Vardar: Mutterbaum, 2018

Seit dem Jahr 2015 betätigt sich Recep Vardar zudem regional als Kurator für Kunstausstellungen, Lesungen und künstlerische Projekte. Im Zeitraum Januar 2022 bis März 2023 führte er die von seinem Künstlerkollegen Harry Nelissen übernommene Galerij Harnell, eine Kunstgalerie mit 400 m² Ausstellungsfläche in Kerkrade im niederländischen Süd-Limburg. Unter der Leitung von Vardar wurden Arbeiten zeitgenössischer Künstler In wechselnden Ausstellungen und Events gezeigt, u. a. von Franz Buchholz, Isabella von Freienstein, Ralf Metzenmacher, Hermann J. Mispelbaum und Karl von Monschau.

## Ausstellungen (Auswahl)
- 2012: Galerie NOVA, Aachen
- 2013: Galerie S, Aachen
- 2014: Atelier 21, Aachen
- 2014: Carte Blanche VI SCHUTZRAUM, Aachen
- 2014: Kunstausfahrt Nr. 5, Stolberg
- 2015: Nadelfabrik, Do You Speak Kunst?, Aachen
- 2015: Theatre le Palace, SEE Filmfestival, Paris (F)
- 2015: Diana Kino, GANZ GROSSES KINO, Aachen
- 2016: Galerie von der Milwe, Aachen
- 2017: gypsilon Software GmbH, Aachen
- 2017: Schloss Zweibrüggen e.V., Jahresausstellung, Übach-Palenberg
- 2018: Galerie municipale d'art contemporain, Auvers-sur-Oise (F)
- 2019: Diana Kino, DIE GLORREICHEN NEUN, Aachen
- 2019: Weinbar Masuto, HOF-KÜNSTLER, Aachen

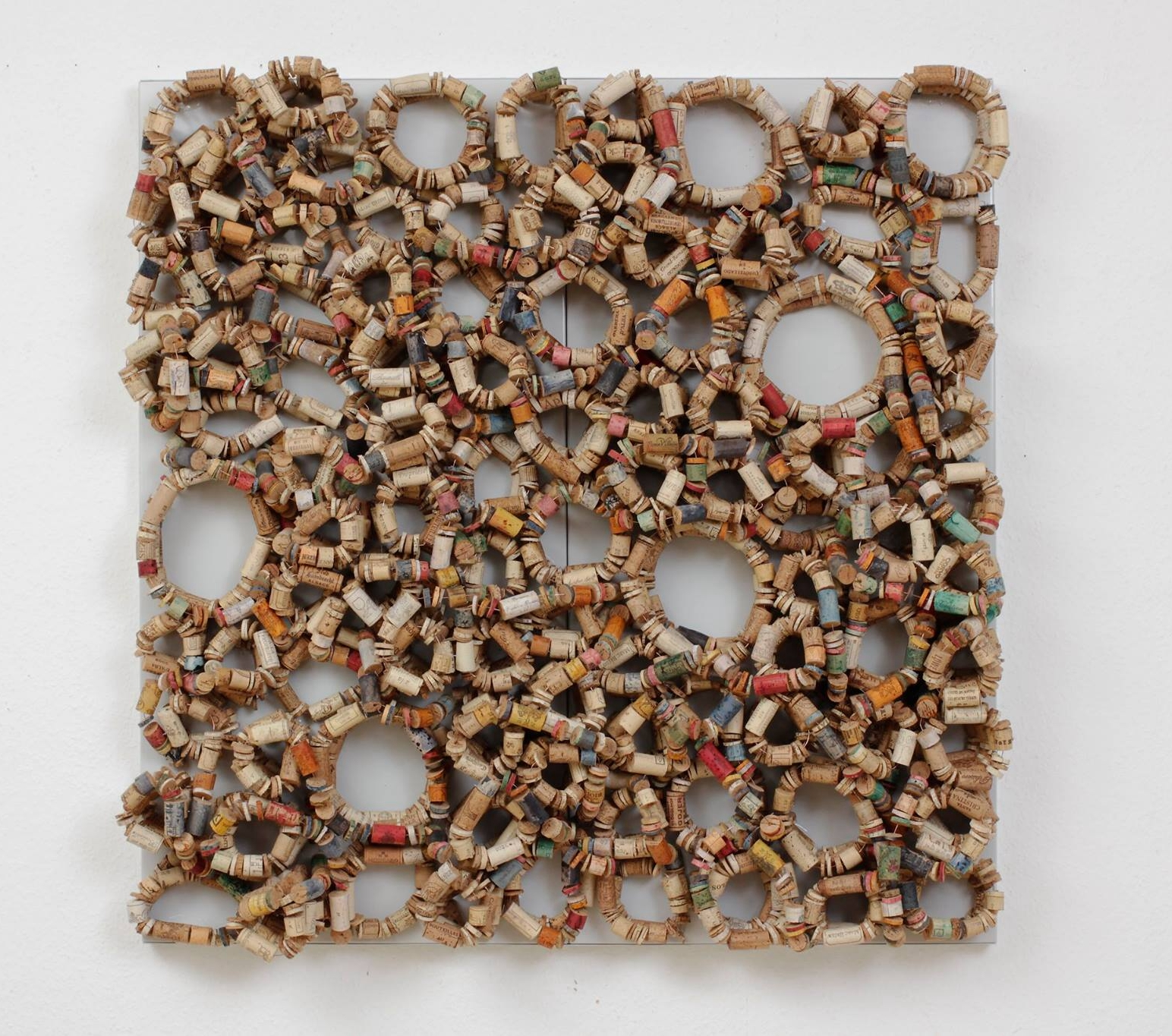
Recep Vardar: Entropie, 2014
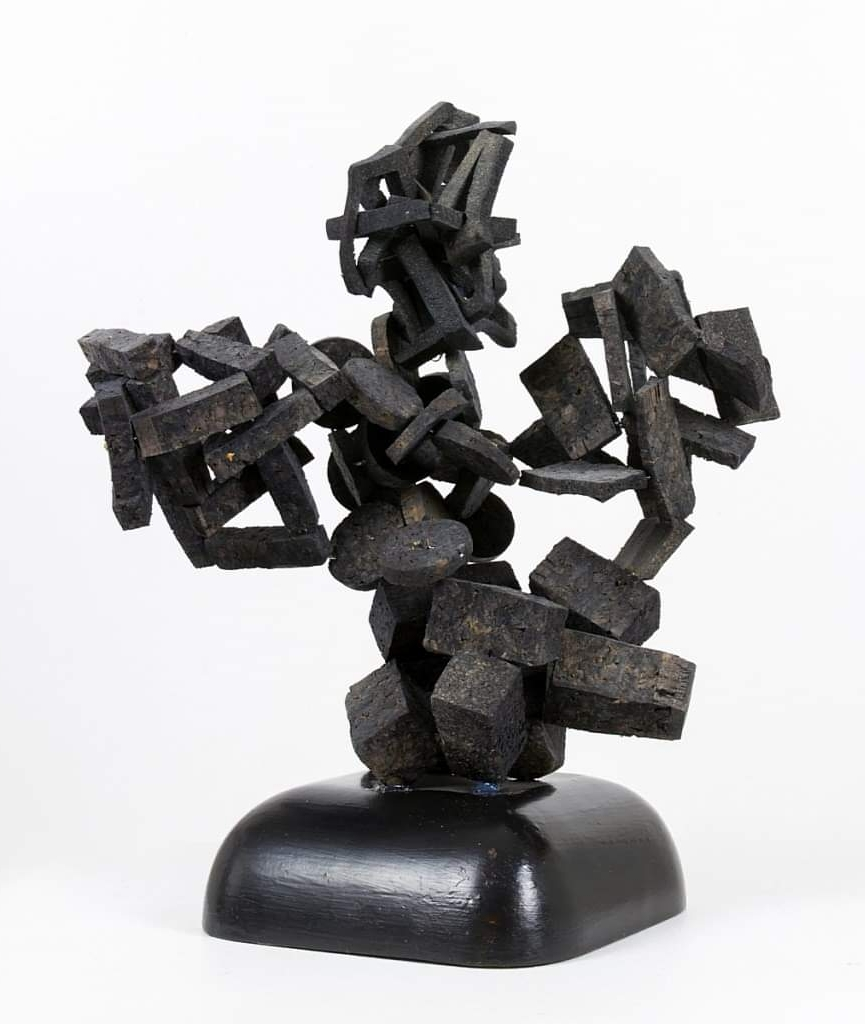
Recep Vardar: Akkumulation der Farblosigkeit, 2016
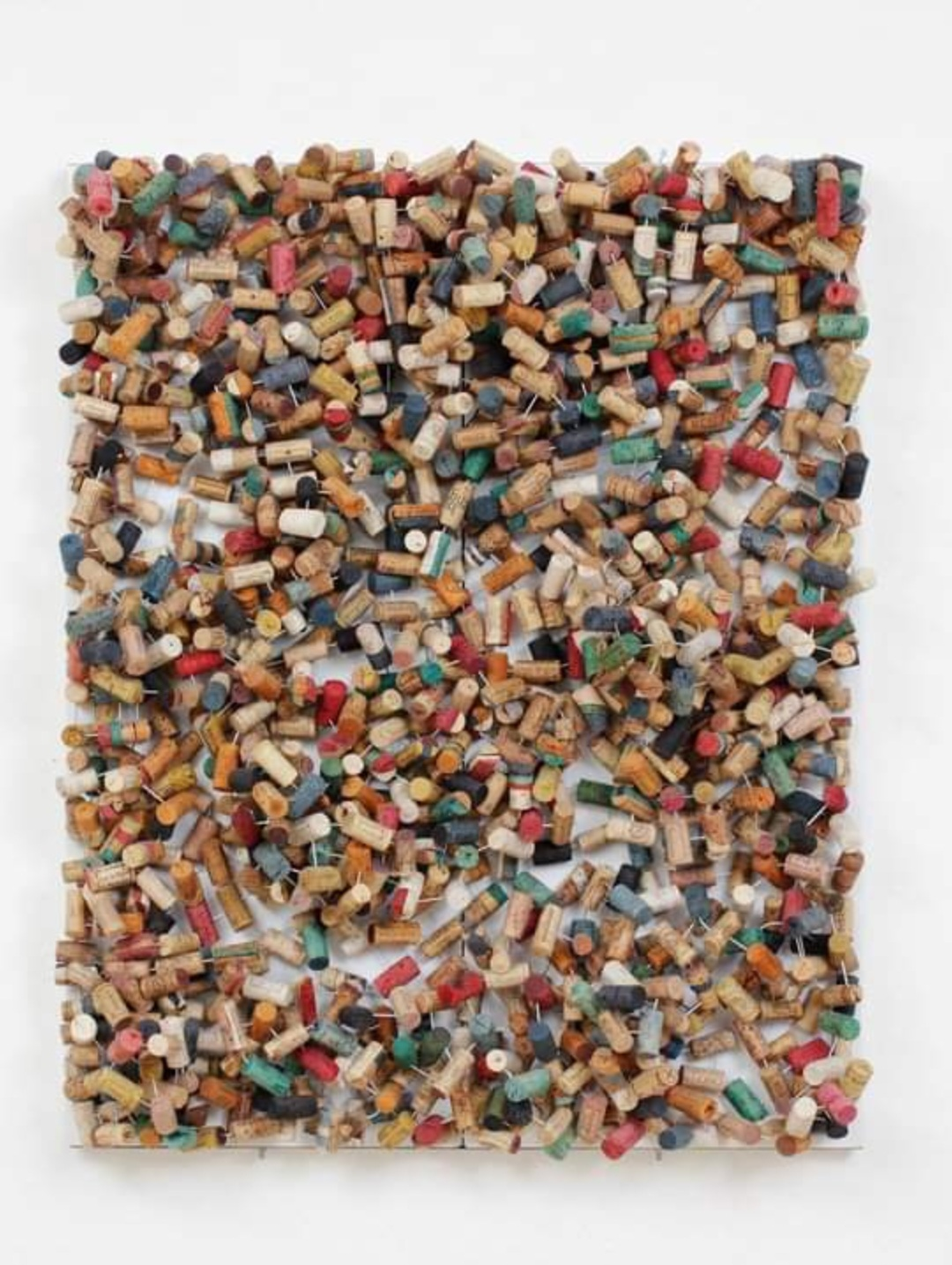
Recep Vardar: Populationspool, 2014
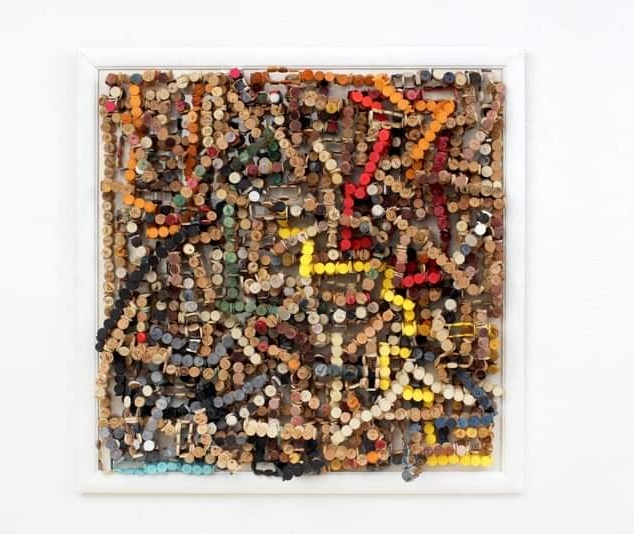
Recep Vardar: Digitale Bewegung, 2014
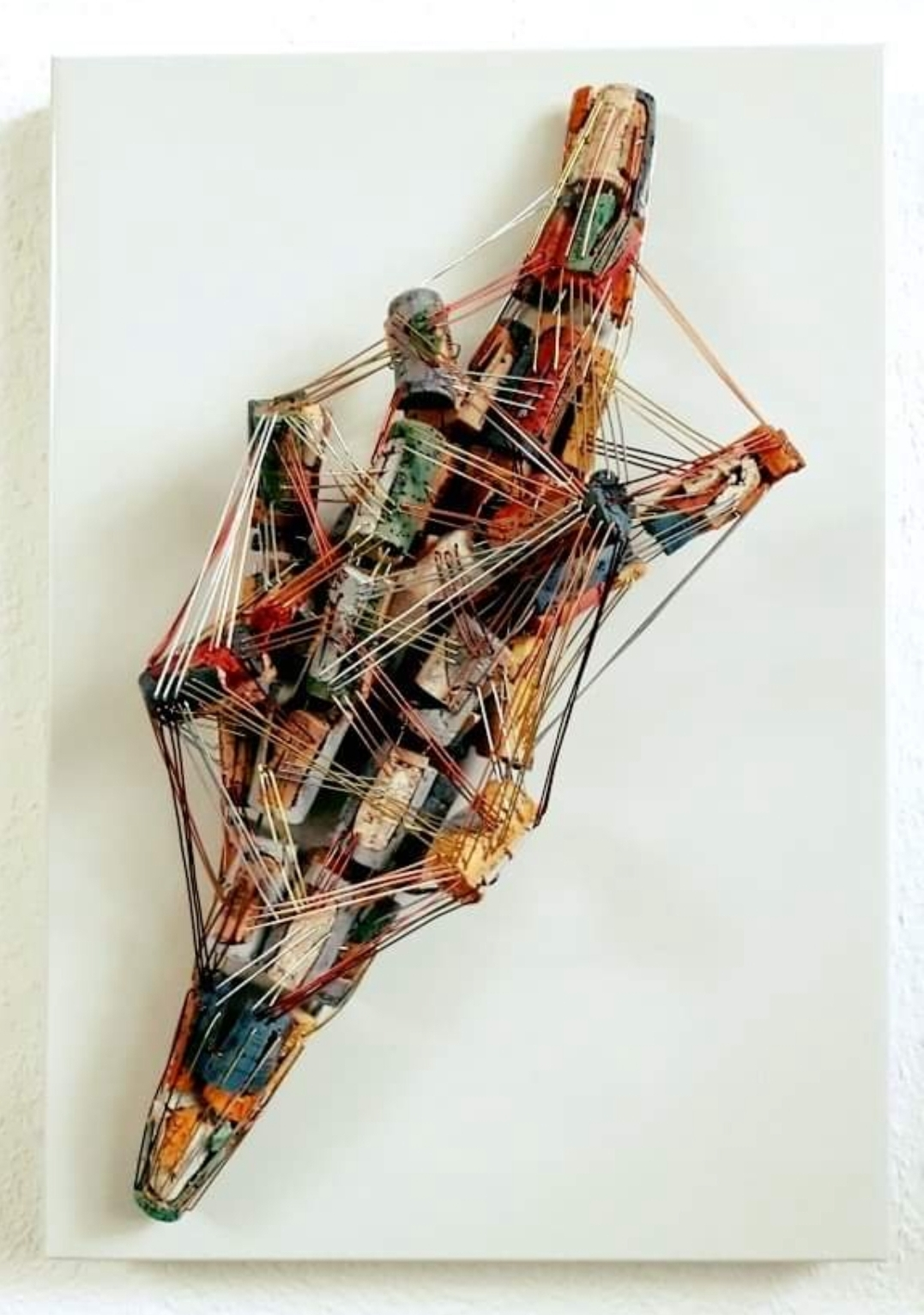
Recep Vardar: Brütender Kokon, 2019

## Rezensionen
„Es gibt keinen einzigen Künstler, der seine Werke ausschließlich aus Korken schafft. (...) Recep Vardar hinterfragt die Form des Materials und komponiert eine Konstruktion. Dabei spielt die Farbe des Korkens eine wichtige Rolle, sowohl die Farbe des Ursprungsmaterials, als auch die später entstandene rötliche Färbung durch den Wein (...). Er bezieht Stellung gegenüber dem Menschen zu seiner Umwelt, die aus den Fugen zu brechen droht, er zeigt den zerstörerischen Menschen, meist aber die geschundene Welt.“

„(...) Daraus entstanden umfangreiche und volumenhaltige Arbeiten, die als Raumplastiken eine ausgreifende Dynamik entfalten. Wachstumsassoziationen und aufstrebende Stelenstrukturen bilden Köpfe oder körperhafte Gebilde aus. Durch figurativen, fast akrobatischen Charme, tentakelige Lebendigkeit und mitunter schwereloses Driften entwickelt sich eine freie Dynamik der Objekte, die zum Umrunden und zur Detailbetrachtung Anlass geben, denn in ihnen findet farblich und formal großer Reichtum, bzw. passende Beschränkung ihren Ausdruck.“